# Любовь. Яд
Любовь. Яд — дев'ятий студійний альбом української співачки Ірини Білик, записаний російською мовою.
За перші 10 днів продажів альбом став платиновим — реалізація перевищила понад 100 тисяч копій. Тільки попереднє замовлення до офіційного виходу диска в музичних магазинах по всій Україні становило понад 53 тисяч копій. Такі темпи продажів були рекордними для українського шоу-бізнесу.
Ірина Білик та її продюсер Юрій Нікітін пояснюють феноменальний успіх альбому зміною іміджу співачки, хітовим музичним матеріалом і винятковою якістю звуку на диску.
До слова, спочатку робочою назвою альбому був обраний слоган «Не така, як усі» (рос. – Не такая, как все)». Так називається і одна з композицій в альбомі, яку написав для артистки композитор і поет-пісняр Артур Железняк, який став автором левової частини пісень цього періоду. На необхідності назвати альбом «Любовь.Яд» наполіг саме Юрій Нікітін, з чим сама Ірина спочатку була категорично не згодна. Але як показав час, продюсер не помилився — «Любовь.Яд» стало не тільки назвою успішного чергового аудіоальбому артистки, але і визначило нову епоху в творчості народної артистки України Ірини Білик.

## Перелік пісень
1. О любви [Архівовано 13 жовтня 2016 у Wayback Machine.]
2. Помнить
3. Не такая, как все
4. Шутка
5. Снег [Архівовано 30 вересня 2016 у Wayback Machine.]
6. Любовь.Яд
7. Если ты хочешь
8. Киев-Ленинград
9. Лучики
10. 15 шагов
11. Любовь - это...
12. Ты на север, я на юг (дует з В.Сердючкой)
13. Вверх по реке (саундтрек до х/ф "Весілля Барбі")
14. Bonus-video: Любовь.Яд
15. Bonus-video: Помнить
16. Bonus-video: Снег